# Цоциль (язык)

Штат Чьяпас на карте Мексики.

Цоциль (цоцильский; Bats’i k’op [ɓats’i k’opʰ]; дословно: настоящая речь) — один из майяских языков, на котором говорит народ цоцили группы майя, проживающий в мексиканском штате Чьяпас.
К языку цоциль наиболее близок цельталь, вместе с которым он образует цельтальскую группу майяской языковой семьи. Цельталь, цоциль и чоль — самые распространенные языки штата Чьяпас.
Согласно опросу, проведенному в 2005 году Instituto Nacional de Estadística Geografía e Informática, на цоциль говорит 329 937 человек, что ставит его на 6-е место среди индейских языков Мексики по числу носителей. Большинство индейцев цоциль владеет испанским как вторым языком. В центральном Чьяпас на цоциль ведется преподавание в некоторых начальных и средних школах.

## Диалекты
Различают 6 диалектов цоцильского различной степени взаимопонятности. Названия даны по названиях регионов Чьяпаса, где они распространены: Чамула, Синакантан, Сан-Андрес, Ларраинсар, Уикстан, Ченальо и Венустиано-Карранса.

## Письменность
Используется латинский алфавит с добавлением апострофа к некоторым буквам для обозначения абруптивных согласных.
a, b, ch, ch', e, i, j, k, k', l, m, n, o, p, p', r, s, t, t', ts, ts', u, v, x, y, (')

## Фонология

### Гласные
В цоциль имеется пять гласных фонем. /o/ и /u/ имеют как огубленные, так и неогубленные аллофоны.
|         | Передние | Центральные | Задние |
| ------- | -------- | ----------- | ------ |
| Верхние | i [i]    |             | u [u]  |
| Средние | e [e̞]    |             | o [o̞]  |
| Нижние  |          | a [ä]       |        |

Перед глоттализованным согласным гласные становится более долгими и напряженными.

### Согласные
|               | Губно-губные | Губно-губные | Альвеолярные | Альвеолярные | Палатальные | Палатальные | Велярные | Велярные  | Глоттальные |       |
| ------------- | ------------ | ------------ | ------------ | ------------ | ----------- | ----------- | -------- | --------- | ----------- | ----- |
|               | Обычные      | Абруптивы    | Обычные      | Абруптивы    | Обычные     | Абруптивы   | Обычные  | Абруптивы | Обычные     |       |
| Взрывные      | p [pʰ] b [b] | p' [p']      | t [tʰ]       | t' [t']      |             |             | k [kʰ]   | k' [k']   | ' [ʔ]       |       |
| Аффрикаты     |              |              | tz [ʦʰ]      | tz' [ʦ’]     | ch [ʧʰ]     | ch' [ʧ’]    |          |           |             |       |
| Фрикативные   |              |              | s [s]        | s [s]        | x [ʃ]       | x [ʃ]       | j [x]    | j [x]     | h [h]       | h [h] |
| Носовые       | m [m]        | m [m]        | n [n]        | n [n]        |             |             |          |           |             |       |
| Аппроксиманты |              |              | l [l]        | l [l]        |             |             |          |           |             |       |
| Одноударные   |              |              | r [ɾ]        | r [ɾ]        |             |             |          |           |             |       |
| Полугласные   |              |              |              |              | y [j]       | y [j]       |          |           |             |       |

b часто имплозивна, особенно между гласными или в начале слова. В начале слова она также слабо глоттализуется.
k, p и t в конце слова получают более сильное придыхание.
w, d, f и g встречаются только в заимствованных словах.
Глоттализованные и неглоттализованные согласные в фонематических контрастах (kok, kok' и k’ok') могут иметь смыслоразличительное значение: «моя нога», «мой язык» и «огонь».

### Слоговая структура
Все слова в языке цоциль начинаются на согласный (включая гортанную смычку). Сочетания согласных допустимы, и практически всегда встречаются в начале слова на стыке префикса а корнем.
Корни в цоциль бывают типа CVC (t’ul «кролик»), CV (to — «тихий»), CVCVC (bik’it — «маленький»), CV(C)VC (xu(v)it — «червяк», в некоторых диалектах вторая согласная исчезает), CVC-CVC (`ajnil — «жена»), CVCV (`ama — «флейта») и CVC-CV (vo`ne — «давно»).
Самый популярный тип слога — CVC. Почти все слова в цоциль могут быть рассматриваться как корень CVC с определенными аффиксами.

### Ударение и интонация
В обычной речи ударение падает на первый слог корня каждого слова, а последнее слово фразы получает сильное ударение. В изолированных словах первичное ударение падает на последний слог, за исключением аффективных глаголов с суффиксом первого лица эксклюзивного множественного числа -luh, а также удвоенных корней в двусложных основах. В этих случаях ударение нерегулярно и указывается на письме.

### Фонологические процессы
- Между гласными /b/ произносится преглоттализованно, а когда после неё идет согласная, b становится звонким m, предваряемым гортанной смычкой. В конце слова b переходит в глухой m, предваряемый гортанной смычкой, поэтому tzeb «девочка» произносится [ʦeʔm].
- Когда добавление аффикса приводит к удвоению фрикативного согласного, произносится только один из них: Например, xx, ss и jj произносятся как x [ʃ], s [s], и j [x]: ta ssut («он возвращается») произносится [ta sut]. Другие двойные согласные, например tztz или chch, произносятся удвоенно в глагольных конструкциях или в словах с двумя одинаковыми согласными, появляющимися в соседних слогах: chchan («он учит это») произносится [tʃ-tʃan].

## Морфология
В цоциль могут изменяться только существительные, атрибутивы и глаголы.

### Существительное
Существительные могут принимать притяжательные аффиксы, абсолютивные суффиксы, суффиксы числа, эксклюзива, агентива и образования существительных. Сочетания могут образовываться тремя способами:
- именной корень + именной корень: jol-vits — «вершина» (голова-холм)
- глагольный корень + именной корень: k’at-in-bak — «ад» (гореть-кость)
- атрибутивный корень/частица + именной корень: unen-vinik — «гном» (маленький-человек).

Примером префикса существительных может быть x-, указывающий на неодомашненное животное: x-t’el «большая ящерица».
Суффикс множественного числа существительных зависит от притяжательности:
- -t-ik, -ik Суффикс множественного числа для существительных с притяжательным префиксом: s-chikin-ik — «его/её/их уши», k-ich’ak-t-ik — «наши ногти»
- -et-ik Суффикс множественного числа для непритяжательных существительных: vits-et-ik — «холмы», mut-et-ik — «птицы»
- -t-ak Суффикс множественного числа для парных объектов, или в случае, когда необходимо отметить множественность как существительного, так и обладателя: j-chikin-t-ak — «мои (два) глаза», s-bi-t-ak — «их имена»

Некоторые существительные, например слова для обозначения частей тела и родства, всегда являются притяжательными и не могут использоваться без притяжательного префикса. Для обозначения неопределенного обладателя в этих случаях используется абсолютивный суффикс. Притяжательные префиксы:
| Ед.ч.    | Мн.ч.         |
| -------- | ------------- |
| k- / j-  | k- / j-…-t-ik |
| av- / a- | av- / a-…-ik  |
| y- / s-  | y- / s-…-ik   |

Первый префикс в списке используется перед корнем, начинающимся на согласный, второй — с согласного. Например, k+ok kok «моя нога», j+ba jba «мое лицо».
Суффикс абсолютива обычно il, в некоторых случаях превращающийся в el, al или ol: k’ob-ol — «рука (неопределенного человека)»

### Глагол
Глагол приобретает аффиксы вида, времени, местоименного подлежащего и дополнения, а также словообразующие аффиксы состояния, залога, наклонения и числа. Глаголы могут сочетаться тремя способами:
- глагол+существительное: tsob-tak’in — «занимать деньги»
- глагол+глагол: mukul-milvan — «убивать»
- атрибутив+глагол: ch’ul-totin — «становиться крестным отцом»

## Атрибутив
Атрибутив является частью речи, которая может функционировать в качестве сказуемого, однако не является ни глаголом, ни существительным и часто переводятся как прилагательное. В отличие от глаголов, атрибутив не склоняется по видам, а в отличие от существительных, не может возглавлять именную группу или сочетаться с притяжательным аффиксом. Атрибутивы образуются следующими способами:
- глагольный корень+существительное ma'-sat «слепой» (отрицательный-глаз)

Для обозначения цветов:
- атрибутив цвета+глагольный корень + словообразующий аффикс -an («оттенок (цвета)»): k’an-set'-an «оттенок желтого»
- удвоенный атрибутив цвета + t-ik («вид множественного числа»): tsoj-tsoj-t-ik < tsoj «красный». Конструкция, выражающая интенсивность цвета.

## Синтаксис
Основной порядок слов в цоциль — VOS (сказуемое — прямое дополнение — подлежащее). Предикат согласуются по лицу и иногда числу с подлежащим и прямым дополнением. Неэмфатические личные местоимения обычно опускаются.

### Согласование сказуемого
Поскольку цоциль является эргативно-абсолютивным языком, подлежащее непереходного глагола и прямое дополнение переходного глагола отмечается одинаковым набором аффиксов, в то время как подлежащее переходного — другим набором. Например:
- l- i- tal -otik — «Мы (инклюзив) пришли.»
- 'i j- pet -tik lok’el ti vinik -e — «Мы (инклюзив) унесли человека.»

В первом предложении непереходный глагол tal (приходить) имеет аффикс -i-…-otik для указания, что подлежащее находится в 1-м лице инклюзива (мы).
Во втором предложении, поскольку глагол pet («нести») переходный, и он получает аффикс j-…-tik для обозначения того, что подлежащее находится во множественном числе 1-м лице инклюзива.
- l- i- s- pet -otik — « Он принес нас (инклюзив)»

Из этого предложения видно, что подлежащее, стоящее в 1-м лице инклюзивного множественного числа («нас») обозначается так же, как подлежащее 1-е лицо множественого числа инклюзива «мы» — при использовании -i-…-otik.
Поэтому, -i-…-otik является абсолютивом 1-го лица инклюзивного множественного числа, а j-…-tik — эргативом 1-го лица инклюзивного множественного числа.
Кроме того, из предложения l- i- s- pet -otik «Он принес нас (инклюзив)» можно увидеть эргатив 3-го лица s-, который противопоставлен абсолютиву 3-го лица Ø в предложении 'i- tal «Он/она /оно/они пришел/пришли.»

## Словари и грамматики
В 1975 году Смитсоновский институт выпустил словарь цоциль, соддержащий более 30000 слов в цоциль-английской части и около 15000 в англо-цоциль. На сегодняшний день это наиболее полный источник информации по лексике цоциль. Словники и грамматики составлялись еще в 19 веке, наиболее примечательный содержится в книге Отто Штолля Zur Ethnographie der Republik Guatemala (1884).

## Вещание
Радиовещание на цоциль ведется радиостанциями XEVFS-AM (Лас Маргаритас, Чьяпас) и XECOPA-AM (Копайнала, Чьяпас), принадлежащей Национальной комиссии по развитию коренных народов (Comisión Nacional para el Desarrollo de los Pueblos Indígenas).

## Примеры лексики
- jun (один)
- chib (два)
- 'oxib (три)
- tak’in (деньги)
- na (дом)
- vo' (вода)
- te' (дерево)
- 'uk’um (река)

В цоцильском языке множество испанских заимствований, например:
- rominko < исп. domingo «воскресенье»
- pero < исп. pero «но»
- preserente < исп. presidente «президент»
- bino < исп. vino «вино»[3][4]